# 그린빌 스웜프 래비츠
| 그린빌 스웜프 래비츠 | |
| 콘퍼런스             | 동부 콘퍼런스                                                                                           |
| 디비전               | 사우스 디비전                                                                                           |
| 설립연도             | 1987년 1988년(ECHL 가입)                                                                                |
| 해체연도             | |
| 역사                 | 존스타운 치프스 (1987년~2010년) 그린빌 로드 워리어스 (2010년~2015년) 그린빌 스웜프 래비츠 (2015년~현재) |
| 경기장               | 본 스쿠 웰니스 아레나                                                                                   |
| 연고지               | 사우스캐롤라이나주 그린빌                                                                               |
| 상징색               | 감색, 오렌지, 금, 은, 하양                                                                              |
| 구단주               | 프래드 페스타                                                                                           |
| 단장                 | 크리스 루이스                                                                                           |
| 감독                 | 브라이언 그라츠                                                                                         |
| NHL 제휴             | 뉴욕 레인저스                                                                                           |
| AHL 제휴             | 하트포드 울프팩                                                                                         |
| 정규시즌 우승        | - |
| 콘퍼런스 우승        | - |
| 디비전 우승          | - |
| 켈리 컵              | - |
| 영구 결번            | - |

그린빌 스웜프 래비츠(Greenville Swamp Rabbits)는 미국 사우스캐롤라이나주 그린빌을 연고지로 하는 ECHL의 동부 콘퍼런스 사우스 디비전 소속 아이스 하키팀이다.

## 역대 홈경기장
| 그린빌 로드 워리어스/그린빌 스웜프 래비츠 |             |          |                           |      |
| 경기장                                    | 사용기간    | 수용인원 | 장소                      | 비고 |
| 본 스쿠 웰니스 아레나                     | 2010년~현재 | 13,707명 | 사우스캐롤라이나주 그린빌 | 빈칸 |